# Юань Цицзюнь
Юань Цицзюнь (англ. Gigene Wong, род. в 1966 году) — сингапурский бизнес-руководитель и политик оппозиционной партии. Более двадцати лет она работала в Китае в сфере корпоративного финансового управления, в том числе занимала пост генерального директора китайского подразделения Gulf Oil и финансового директора компании Foshan Electrical and Lighting Co., Ltd. Из-за бедного происхождения она называет себя «финансовым директором публичной компании за 30 сингапурских долларов». Перед выборами 2020 года Юань Цицзюнь была представлена в качестве одного из кандидатов от Прогрессивной партии Сингапура (PSP). Она баллотировалась в новообразованном Одномандатный избирательный округ Фэнцзя-Бэй и получила 39,01 % голосов. На выборах 2025 года Юань Цицзюнь присоединилась к Демократической партии Сингапура (SDP) и была выдвинута кандидатом на выборах в групповом избирательном округе Марслинг — Ю Ти.

## Ранние годы и образование
Юань Цицзюнь родилась около 1966 года в семье с пятью детьми; её родители разошлись, когда она была ещё ребёнком. В подростковом возрасте она работала на трёх подработках — на фабрике, в качестве репетитора и продавца, чтобы прокормить себя и свою семью. В 17 лет она накопила 80 сингапурских долларов и хотела записаться на компьютерные курсы, но отказалась от идеи, узнав, что обучение стоит 300 долларов. Впоследствии она нашла бухгалтерский курс за 30 долларов и записалась на него — позднее она назвала это поворотным моментом своей карьеры.

## Карьера в бизнесе
Юань Цицзюнь более 20 лет занималась корпоративными финансами в Китае. По данным сингапурских СМИ, она занимала пост генерального директора китайского подразделения Gulf Oil в Яньтае (провинция Шаньдун), а также была финансовым директором компании Foshan Electrical and Lighting Co., котирующейся на Шэньчжэньской фондовой бирже. После возвращения в Сингапур она работала специалистом по кадрам в компании Wison Offshore & Marine.

## Политическая карьера
В середине 2020 года новая партия PSP объявила о шести кандидатах на предстоящие выборы, в том числе о Юань Цицзюнь. Она участвовала в выборах по одномандатному округу Амок-Чио Север от PSP, против действующего депутата от Народной партии действия (PAP) доктора Кё Лиен Чоон. Она получила 39,01 % голосов (против 60,99 % у Кё), но не была избрана. После выборов Юань покинула PSP и позже вступила в Демократическую партию Сингапура. В апреле 2025 года генеральный секретарь партии Чи Сун Цюан объявил, что она будет баллотироваться по групповому округу Марслинг — Ю Ти от SDP.

## Награды и признание
СМИ часто подчёркивают жизненный путь Юань Цицзюнь и её самоопределение. Например, она называет себя «финансовым директором публичной компании за 30 долларов», имея в виду, что именно благодаря дешёвому бухгалтерскому курсу началась её карьера. Её история и прозвище привлекли внимание сингапурских СМИ, когда она начала заниматься политикой.

## Личная жизнь
Юань Цицзюнь активно занимается донорством крови. В интервью она упоминала, что при каждом возвращении на родину сдаёт кровь, отметив, что одна сдача крови может спасти три жизни.